# Club Voleibol Tenerife
El Club Voleibol Tenerife fue un equipo de voleibol español con sede en Santa Cruz de Tenerife, conocido por su sección femenina.

## Historia
El club más laureado de España, incluidos masculinos y femeninos, se fundó en agosto de 1981 por su presidente Quico Cabrera con el apoyo de Alpine y desde entonces ha vestido los nombres de Afelsa, Seur, Los Compadres, Airtel, Spar, TuBillete.com , Construcciones Marichal y Figaro Peluqueros
Tres años tardaron en ascender a la División de Honor descendiendo en esa misma temporada 1985/1986 y volviendo en un año a la categoría de élite. Desde entonces y hasta la actualidad se mantuvo en la División de Honor. Después de diecisiete años consecutivos jugando competiciones europeas consigue en la temporada 2003/2004 el máximo título continental, la Indesit Champions League convirtiéndose en el primer y único equipo español en conseguirlo. En cuanto a la competición nacional, ha sido el gran dominador en la última década, en la que consiguió seis dobletes (liga y copa) consecutivos. La temporada 2003/2004 se convierte en el año más exitoso de la historia del club gracias a los cuatro históricos títulos que obtuvo: Superliga, Copa de la Reina, Supercopa y Liga de Campeones.
En cinco ocasiones ha participado el CVT en la Final Four (final a cuatro) de la Indesit Champions League (copa europea de campeones). En las ediciones de 2004 y 2005 la organización de la Final Four correspondió al equipo tinerfeño y se celebró en el Pabellón Insular Santiago Martín de La Laguna, Tenerife. Así, en 2004, en su propio pabellón, pudo proclamarse campeón de la máxima competición europea de clubes; en 1999 había quedado cuarto, y en 2001 y 2005 consiguió la tercera posición. La última participación en una final europea se produjo en el año 2007, en Zúrich, donde acabó en tercer lugar tras vencer en la final de consolación al equipo local. Fue esta temporada 2006/2007 la más negra de la última década ya que el equipo sólo logró añadir al tercer puesto europeo el subcampeonato de liga frente al recién creado Grupo 2002 Murcia.
Desde su vuelta definitiva a la División de Honor en 1987, el Club Voleibol Tenerife ha conseguido diez títulos de campeón de liga: 1992, 1997, 1998, 1999, 2000, 2001, 2002, 2004, 2005 y 2006. Asimismo once veces se ha proclamado campeón de Copa: 1991, 1997, 1998, 1999, 2000, 2001, 2002, 2003, 2004, 2005 y 2006. Las seis Supercopas corresponden a 1992, 2002, 2003, 2004, 2005 y 2008.
Quico Cabrera falleció el 18 de diciembre de 2008, después de 27 años al frente de la entidad. En julio de 2011 la directiva del equipo anunció su retirada de la competición.

## Palmarés
- Superliga femenina (10): 1991-92, 1996-97, 1997-98, 1998-99, 1999-00, 2000-01, 2001-02, 2003-04, 2004-05, 2005-06

Subcampeón (3): 1995-96, 2002-03, 2006-07
- Copa de la Reina (11): 1990-91, 1996-97, 1997-98, 1998-99, 1999-00, 2000-01, 2001-02, 2002-03, 2003-04, 2004-05, 2005-06

Subcampeón (2): 1989-90, 1992-93
- Supercopa de España (5): 2001-02, 2002-03, 2003-04, 2004-05, 2007-08

Subcampeón (1): 2006-07
- Liga de Campeones (1): 2003-04

Tercer lugar (3) : 2001-02, 2004-05, 2006-07

## Pabellón

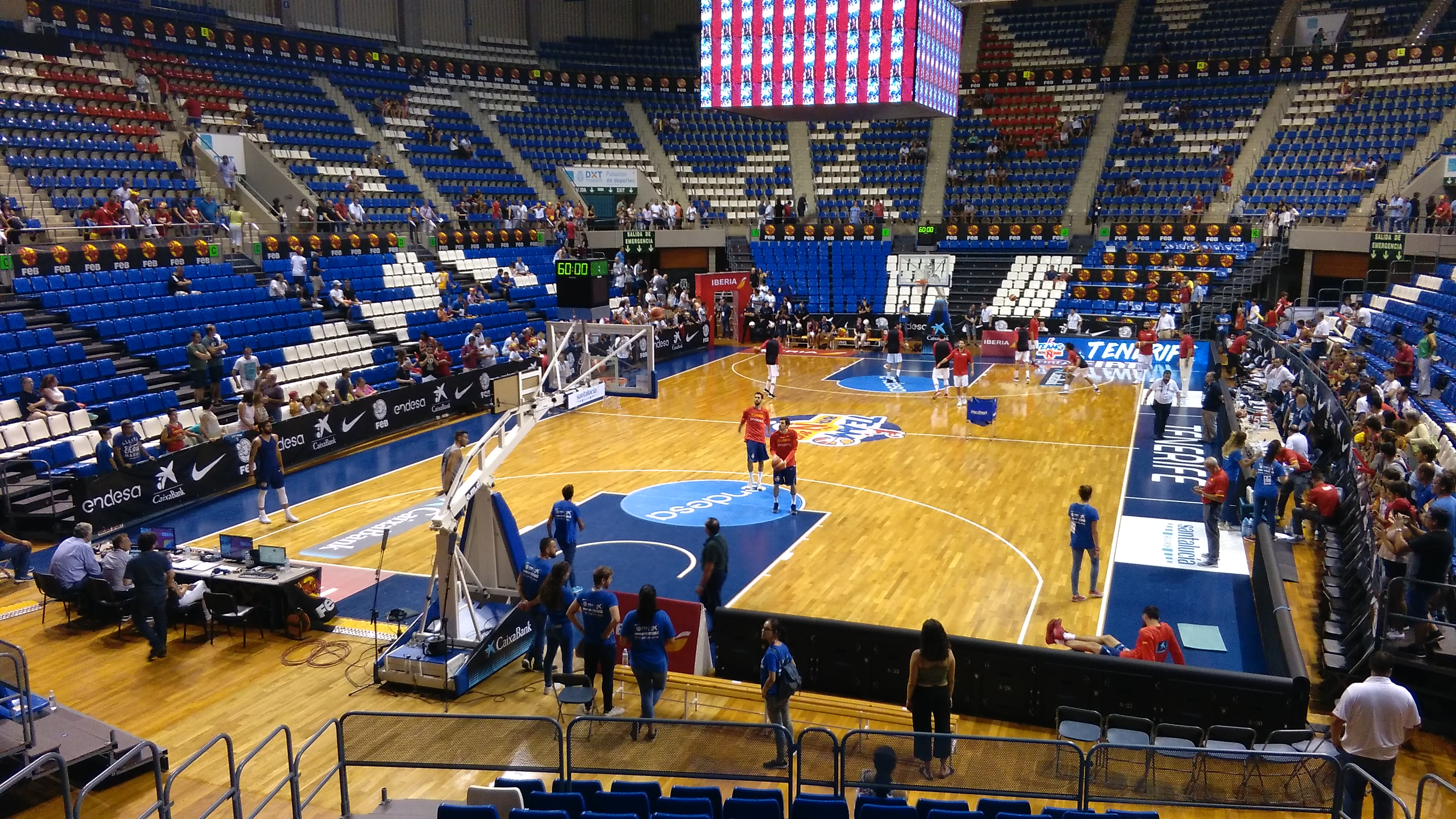
Pabellón Santiago Martín.

El club disputaba sus partidos en el Pabellón Insular Santiago Martín, también conocido popularmente como La Hamburguesa. El edificio es propiedad del Cabildo de Tenerife y el Ayuntamiento de San Cristóbal de La Laguna y se inauguró el 20 de abril de 1999. Se encuentra situado en la calle Mercedes s/n, al lado de la Autopista del Norte de Tenerife (TF-5). Tiene una capacidad para albergar a 5100 personas, con una superficie total de 14 334 metros cuadrados. Para el uso deportivo, contiene cinco vestuarios grandes y cuatro dobles. Actualmente, acoge otros deporte como el baloncesto, siendo el pabellón del Club Baloncesto Canarias, militante en la máxima categoría masculina.

## Entrenadores
| Periodo    | Entrenador        | Observaciones                                 |
| ---------- | ----------------- | --------------------------------------------- |
| 1981-1987  | Lolo Cabrera      | Primer entrenador del equipo.                 |
| 1987-1992  | Quico Cabrera     |                                               |
| 1992-1994  | Luis Beltri       |                                               |
| 1994-1995  | Ambrosio González |                                               |
| 1995-1998  | Lolo Cabrera      | Vuelta al club después de haberse ido 8 años. |
| 1998-2000  | Luis Beltri       | 2° periodo en el club.                        |
| 2000- 2003 | Hilarión González |                                               |
| 2003- 2006 | Guido Vermeulen   |                                               |
| 2006       | Mauro Masacci     |                                               |
| 2006-2008  | Rafael Prado      |                                               |
| 2008-2009  | Jan de Brandt     |                                               |
| 2009       | Daniel Gallardo   |                                               |
| 2009-2011  | Pedro Lanero      | Fue presentado en mayo de 2009.               |

## Presidentes
| Período   | Presidente                    | Observaciones |
| --------- | ----------------------------- | --- |
| 1981-2008 | José Francisco Cabrera Acosta | Fundó el club junto a Luis Beltri y Lolo Cabrera. Mientras era el presidente, desempeñó diferentes cargos directivos en la Federación Española de Voleibol. Falleció el 18 de diciembre de 2008. |
| 2008-2011 | Zoraida Lorenza Quintana      | Tras fallecer Francisco Cabrera se hizo cargo del club debido a que era la vicepresidenta. Además, era su mujer.                                                                                 |